# Prímszámtétel
A prímszámtétel a prímszámok eloszlását írja le.

## A tétel
Ha x pozitív, jelölje {\displaystyle \pi (x)} az x-ig terjedő prímszámok számát. A prímszámtétel azt állítja, hogy
{\displaystyle \lim _{x\to \infty }{\frac {\pi (x)}{\frac {x}{\ln(x)}}}=1}
Szokásos jelöléssel
{\displaystyle \pi (x)\sim {\frac {x}{\ln(x)}}}
ahol ln(x) a természetes logaritmust jelöli. A {\displaystyle \sim } jelölés azt jelenti, hogy a két oldal hányadosa 1-hez tart, ha x végtelenhez tart (aszimptotikusan egyenlőek).
Jobb közelítések - nagy x-ekre :
{\displaystyle \pi (x)\sim {\frac {x}{\ln(x)-1}}}
{\displaystyle \pi (x)\sim {\frac {x}{\ln(x)-1-{\frac {1}{\ln(x)}}}}}
Még jobb közelítés adható a Li(x) függvénnyel.
{\displaystyle \pi (x)={\rm {Li}}(x)+O\left(xe^{-{\frac {1}{15}}{\sqrt {\ln(x)}}}\right)}
ha x → ∞ (lásd O jelölés). Itt Li(x) a
{\displaystyle {\rm {Li}}(x)=\int \limits _{2}^{x}{\frac {dt}{\ln(t)}}\;.}
integrállogaritmus függvény.
A prímszámtételt abban az ekvivalens formában is kimondhatjuk, hogy az n-edik prím aszimptotikusan {\displaystyle n\ln(n).}
( Nagy n-ekre jóval pontosabb közelítés : n ( ln(n) + ln(ln(n)) - 1 ) ).
A tételt Legendre és Gauss sejtette meg. Csebisev bebizonyította, hogy nagy x-re
{\displaystyle 0,922{\frac {x}{\ln(x)}}<\pi (x)<1,105{\frac {x}{\ln(x)}},}
de csak sokkal később, komplex függvénytani módszerekkel igazolta a prímszámtételt Hadamard és de La Vallée Poussin 1896-ban.
A prímszámok eloszlása fontos kapcsolatban van a Riemann-féle zéta-függvény gyökeinek eloszlásával. Hadamard és de la Vallée-Poussin úgy vezette le a prímszámtételt, hogy megmutatták, hogy a zeta-függvénynek nincs 1 valós részű gyöke. Később kiderült, hogy a két állítás ekvivalens, ezért fontos kérdéssé vált az, hogy van-e elemi bizonyítás a prímszámtételre. Ilyet végül Erdős Pál és Atle Selberg adott 1949-ben, részben együttműködve, részben függetlenül. Az elemi szó ebben az összefüggésben azt jelenti, hogy nem használ komplex függvénytani eszközöket, csak elemi analízisbeli becsléseket, ezek a bizonyítások rendkívül fáradságosak és nagyon gyenge hibatagot adnak.
Általában igaz, hogy minél nagyobb tartományból sikerül kizárni a zeta-függvény gyökeit, annál jobb hibatagot kapunk, ezért nagy jelentőségű a zeta-függvény gyökeire vonatkozó Riemann-sejtés.
A Dirichlet-tétel általánosításaként belátható, hogy minden {\displaystyle q>2}-re a prímszámok egyenletesen oszlanak el a mod q redukált maradékosztályokban, azaz, ha {\displaystyle \pi (x,q,a)} jelöli az x-nél nem nagyobb prímek számát, amelyek q-val osztva a maradékot adnak, akkor
A Siegel–Walfisz-tétel szerint, ha {\displaystyle (a,q)=1}, és
{\displaystyle q<(\log \,x)^{N}} egy valamilyen N konstansra, akkor
ahol az O-beli konstans N-től függ.

## Táblázat π(x),x/ lnxés li(x) értékeire
| x    | π(x)                           | π(x) − x / ln x             | π(x) / (x / ln x) | li(x) − π(x)   | x / π(x) |
| ---- | ------------------------------ | --------------------------- | ----------------- | -------------- | -------- |
| 10   | 4                              | −0.3                        | 0.921             | 2.2            | 2.500    |
| 102  | 25                             | 3.3                         | 1.151             | 5.1            | 4.000    |
| 103  | 168                            | 23                          | 1.161             | 10             | 5.952    |
| 104  | 1,229                          | 143                         | 1.132             | 17             | 8.137    |
| 105  | 9,592                          | 906                         | 1.104             | 38             | 10.425   |
| 106  | 78,498                         | 6,116                       | 1.084             | 130            | 12.740   |
| 107  | 664,579                        | 44,158                      | 1.071             | 339            | 15.047   |
| 108  | 5,761,455                      | 332,774                     | 1.061             | 754            | 17.357   |
| 109  | 50,847,534                     | 2,592,592                   | 1.054             | 1,701          | 19.667   |
| 10   | 455,052,511                    | 20,758,029                  | 1.048             | 3,104          | 21.975   |
| 1011 | 4,118,054,813                  | 169,923,159                 | 1.043             | 11,588         | 24.283   |
| 1012 | 37,607,912,018                 | 1,416,705,193               | 1.039             | 38,263         | 26.590   |
| 1013 | 346,065,536,839                | 11,992,858,452              | 1.034             | 108,971        | 28.896   |
| 1014 | 3,204,941,750,802              | 102,838,308,636             | 1.033             | 314,890        | 31.202   |
| 1015 | 29,844,570,422,669             | 891,604,962,452             | 1.031             | 1,052,619      | 33.507   |
| 1016 | 279,238,341,033,925            | 7,804,289,844,393           | 1.029             | 3,214,632      | 35.812   |
| 1017 | 2,623,557,157,654,233          | 68,883,734,693,281          | 1.027             | 7,956,589      | 38.116   |
| 1018 | 24,739,954,287,740,860         | 612,483,070,893,536         | 1.025             | 21,949,555     | 40.420   |
| 1019 | 234,057,667,276,344,607        | 5,481,624,169,369,960       | 1.024             | 99,877,775     | 42.725   |
| 1020 | 2,220,819,602,560,918,840      | 49,347,193,044,659,701      | 1.023             | 222,744,644    | 45.028   |
| 1021 | 21,127,269,486,018,731,928     | 446,579,871,578,168,707     | 1.022             | 597,394,254    | 47.332   |
| 1022 | 201,467,286,689,315,906,290    | 4,060,704,006,019,620,994   | 1.021             | 1,932,355,208  | 49.636   |
| 1023 | 1,925,320,391,606,803,968,923  | 37,083,513,766,578,631,309  | 1.020             | 7,250,186,216  | 51.939   |
| 1024 | 18,435,599,767,349,200,867,866 | 339,996,354,713,708,049,069 | 1.019             | 17,146,907,277 | 54.243   |